# Svatá Benigna
Svatá Benigna († snad 449?) je v římskokatolické církvi uctívána jako světice s titulem panny a mučednice. Její jméno v české verzi „Svatá Dobrotivá“ připomíná název kláštera v Zaječově v okrese Beroun ve Středočeském kraji.

## Život
O životě sv. Benigny existují pouze kusé informace. Podle legendy byla jednou z jedenácti družek svaté Voršily, které všechny povražili Hunové, když se navracely zpět do Říma. Je třeba však dodat, že nejstarší zmínky v legendě o sv. Voršile mezi jedenácti původními družkami jméno sv. Benigny nezmiňují.
Podle jiných údajů, přičemž se zřejmě jedná o jinou Benignu, která však zřejmě měla tradované jméno podle starověké mučednice a družky sv. Voršily, byla tato Benigna členkou cisterciáckého řádu v polské Trzebnici (německy Trebnitz). Podle podání zahynula mučednickou smrtí u Wroclavi během mongolského nájezdu pravděpodobně v roce 1241. Katolický kalendář svátek této svaté Benigny připomíná 20. června.
V českých zemích, na základě překladu jejího jména, se vžilo pro ni pojmenování Svatá Dobrotivá. Je spolupatronkou  augustiniánského klášterního kostela v Zaječově.